# Cmentarz parafialny w Bychawie
Cmentarz parafialny w Bychawie – cmentarz znajdujący się w Bychawie, w powiecie lubelskim. Zarządcą cmentarza jest Parafia św. Jana Chrzciciela i św. Franciszka z Asyżu w Bychawie.
Na cmentarzu znajduje się kwatera wojenna (wcześniej samodzielny cmentarz, w ewidencji austro-węgierskiej „Zadębie”) w której pochowano ok. 260 żołnierzy austro-węgierskich i rosyjskich. Znane daty śmierci to:
- 29 sierpnia - 2 września 1914 (m.in. 19 Pułk Piechoty Austro-Węgier)
- 30 lipca - 1 sierpnia 1915 (m.in. 98 Pułk Piechoty Austro-Węgier)